# Madagaskars Billie Jean King Cup-lag
Madagaskars Billie Jean King Cup-lag representerar Madagaskar i tennisturneringen Billie Jean King Cup, och kontrolleras av Madagaskars tennisförbund. 

## Historik
Madagaskar deltog första gången 1997. Vinsten i Grupp II under lagets debutår i tävlingen.